# Britta Kamrau
Britta Kamrau (Alemania, 6 de abril de 1979) es una nadadora alemana retirada especializada en pruebas de larga distancia en aguas abiertas, donde consiguió ser campeona mundial en 2003 en los 25 km en aguas abiertas.

## Carrera deportiva
- En el Campeonato Mundial de Natación de 2003 celebrado en Barcelona (España), ganó la medalla de bronce en los 5 km en aguas abiertas, con un tiempo de 59:06 segundos, tras la italiana Viola Valli (oro con 57:01 segundos) y la checa Jana Pechanová  (plata con 57:03 segundos); también ganó la medalla de oro en los 25 kilómetros aguas abiertas, con un tiempo de 5:35:43 segundos, por delante de la neerlandesa Edith van Dijk.

- Dos años después, en el Campeonato Mundial de Natación de 2005 celebrado en Montreal ganó la plata en los 25 kilómetros aguas abiertas, con un tiempo de 5:25:06,9 segundos, solo tres centésimas por detrás de la neerlandesa Edith van Dijk (oro con 5:25:06,6 segundos.

- Y otros dos años después, en el Campeonato Mundial de Natación de 2007 celebrado en Melbourne volvió a ganar el oro en los 25 kilómetros, con un tiempo de 5:37:11 segundos, por delante de la estadounidense Kalyn Keller  y la rusa Ksenia Popova.